# Sailor Venus
Sailor Venus (セーラーヴィーナス?, Sērā Vīnasu), il cui vero nome è Minako Aino (愛野 美奈子?, Aino Minako) è uno dei personaggi principali della serie manga e anime Sailor Moon, di Naoko Takeuchi. Nell'edizione italiana dell'anime porta il nome di Marta (Marta Minako nei primi volumi dell'edizione italiana del manga, edita dalla Star Comics).
Sailor Venus viene introdotta per la prima volta dall'autrice, Naoko Takeuchi, come protagonista del manga Codename Sailor V, un prequel di Sailor Moon. In tale serie (e anche nella parte iniziale di Sailor Moon), ella utilizza il nome in codice di Sailor V (セーラーＶ?, Sērā V) e ha un suo personale background. È co-protagonista (insieme a Rei) dell'ultima delle storie brevi appartenenti al ciclo La guerra degli esami.

## Concezione e sviluppo
Originariamente, l'autrice aveva pensato di caratterizzare Sailor V con due odango uguali a quelli di Sailor Moon. Nel terzo volume della nuova edizione del manga di Sailor Moon, la Takeuchi ha affermato che l'idea principale del personaggio non è poi cambiata molto. Una curiosità è che nei primi capitoli del manga Sailor Venus non indossa il suo iconico fiocco rosso, ma quando il ragazzo del quale si innamora le consiglia di indossarne uno lei comincia a utilizzarlo.

## Aspetto e carattere

Sailor Venus nell'anime.

Sailor Venus è la quinta guerriera a unirsi al gruppo, ma la prima ad avere risvegliato i poteri, essendo apparsa in precedenza con lo pseudonimo di "Sailor V"; ella è quindi l'unica a non avere ricevuto i poteri da Luna, ma da Artemis, e sin dal suo incontro con Usagi la sua missione era quella di trovare la principessa della Luna.
Nella finzione dell'universo narrativo di Sailor Moon Sailor V è una celebrità: nell'anime le sono stati dedicati un videogioco, una serie manga, un anime e delle bamboline.
Sailor Venus vive a Tokyo con i suoi genitori, apparsi brevemente in Codename Sailor V e di cui non si conoscono i nomi. È una ragazza molto determinata, solare e scatenata, e ha alcuni punti in comune con l'amica Usagi (entrambe sono pigre, poco inclini allo studio e molto alle distrazioni e ai divertimenti. Le differenze più evidenti sono la scarsa atleticità di Usagi rispetto a Minako, una provetta sportiva, e il fatto che, se Usagi è inizialmente piagnucolosa, Sailor Venus tende a essere melodrammatica).
 Sailor Venus ha lunghi capelli biondi come Usagi, fermati da un fiocco rosso, e occhi azzurri come l'amica. Nel manga e nel live ha anche una forte amicizia con Sailor Mars (con cui nei fumetti è protagonista di uno dei racconti brevi della serie Exam Battles).
Alle scuole medie era una campionessa di pallavolo, attività che poi con il tempo ha dovuto abbandonare, ma il suo sogno è quello di diventare un'idol di successo (nella serie live action del 2003 questa caratteristica non è presente, poiché Sailor Venus viene introdotta come idol molto popolare). Ha un carattere molto determinato, e la sua arma vincente è la sua catena luminosa.
Come gran parte delle adolescenti Sailor Venus si infatua di ogni bel ragazzo che incontra, ma spesso le sue storie naufragano miseramente: un esempio lo vediamo nell'episodio 141, in cui la ragazza esce contemporaneamente sia con Tiger's Eye che con Hawk's Eye, o nell'episodio 92, dove la stessa si prende una cotta per Haruka Ten'ou, prima di scoprire che si tratti di una ragazza. Nel manga di Sailor V ha avuto diversi primi amori che Artemis tende a rammentarle, senza però ottenere alcun effetto positivo. Sempre in questo manga, ha una cotta, in parte ricambiata, per Kaito Ace, il misterioso cavaliere mascherato che interviene in suo aiuto e che in seguito si scoprirà essere Danburite, il capo dei nemici. Nell'anime Sailor Moon viene dedicata una puntata all'amore che Minako prova per un ragazzo inglese chiamato Alan, conosciuto durante il periodo in cui ella conduceva delle indagini a Londra usando il nome "Sailor V", ma il quale era fidanzato con Katrina, una poliziotta amica della giovane paladina della giustizia.
Nella storia breve Parallel Sailor Moon (ambientata in un futuro alternativo) viene introdotta la figlia di Sailor Venus, Mina, identica a lei per aspetto e carattere, ma non viene rivelato chi sia il marito, solo indicato che questo è un aiuto regista di film comici.

## Trasformazioni e aspetti

### Sailor V
Sailor V (セーラーＶ?, Sērā V) è la prima identità segreta con cui la ragazza viene introdotta in tutte le versioni della storia e appare per la prima volta nel manga a lei dedicato, dove si narrano le sue avventure contro la Dark Agency (un'organizzazione al servizio del Dark Kingdom) e il suo incontro con Artemis. Nella prima serie dell'anime l'unica puntata dedicata al passato di Sailor Venus è quella dove la ragazza narra del suo incontro con Allan e Katrina.
Nell'edizione italiana dell'anime di Sailor Moon, Sailor V è conosciuta solamente come Sailor. Mentre Gurio illustra a Usagi chi è Sailor, si può sentire in sottofondo la voce originale giapponese esclamare: Sailor V, mentre la voce italiana dice solamente Sailor.
La sailor fuku di Sailor V nell'anime è leggermente diversa dal manga, difatti ha i guanti come Sailor Venus e non ha le maniche corte.
Nel manga Sailor Venus riassume brevemente i panni di Sailor V in due capitoli della serie di storie speciali Il diario illustrato di Chibiusa per aiutare Sailor Moon.

### Sailor Venus

Simbolo di Venere

Nei panni di Sailor Venus, Minako è la leader delle quattro guardiane divine (comunemente dette dai fan Guardian Senshi) al servizio della principessa della Luna (anche se ciò è valido solo nel manga, poiché nella versione animata non viene specificato) e indossa un'uniforme di colore arancio, giallo e blu e un fiocco rosso nei capelli. Nella serie live, Pretty Guardian Sailor Moon Sailor Venus è bruna e durante la trasformazione diventa bionda e i capelli sono legati con un fiocco rosso come nell'anime e nel manga con l'aggiunta di alcune decorazioni che scendono con i capelli e una gemma al centro. Sia nel manga che nella serie live, Sailor Venus porta una cintura intorno alla vita, indicata dall'autrice chiama nel sito ufficiale Chain Belt (チェーンべルト?, Chēnberuto, lett. cintura-catena) che a volte usa come arma (nell'anime viene sostituita da una catena fatta di luce) e che poi si evolverà nella Frusta d'amore (Ai no muchi). La presenza è dovuta perché in giapponese, il nome del pianeta Venere è Kinsei (金星?), e il primo kanji che compone il nome indica il metallo, soprattutto l'oro. I suoi poteri quindi derivano da tre fattori: metallo, luce e amore (chiaro riferimento dalla dea romana Venere).
Durante le varie serie viene chiamata in vari titoli, come Combattente dell'Amore, e Guerriera dell'Amore e della Bellezza. Lei stessa in più di un'occasione nel manga si presenta come Dea dell'amore Venus e in Sailor V Artemis la descriva proprio come la reincarnazione della famosa dea.
In quanto leader delle guardiane di Princess Serenity nel manga, a Venus viene affidata una spada sacra (seihan in giapponese) di Cristallo d'Argento (indicata quindi anche come spada di Cristallo d'Argento Illusorio) che userà per uccidere Queen Beryl (sebbene l'arma possa essere utilizzata anche dalle altre tre Guardian Senshi). Il suo ruolo da leader viene tralasciato nella versione animata, mentre nella serie live il suo ruolo è molto marcato.
Diventando più potente come guerriera Sailor Venus acquisisce nuovi poteri, e la sua uniforme finisce per cambiare. La prima modifica appare nell'atto 35 del manga, quando utilizza il suo Venus Crystal, e la sua uniforme diventa simile a quella di Super Sailor Moon. Nell'anime il secondo cambiamento ottiene i poteri di Super Sailor Senshi ma tale suffisso non viene mai utilizzato davanti al suo nome di guerriera. Il terzo e ultimo cambiamento, che appare solo nel manga, Sailor Venus è simile a Eternal Sailor Moon senza ali.

#### Princess Sailor Venus
Nella serie live l'abbigliamento di Sailor Venus è leggermente differente per rappresentare il suo camuffamento come principessa della Luna. Sulla sua fronte è presente il simbolo di una luna crescente (al posto della tiara), e porta anche una corona con un Cristallo d'Argento falso su di essa. Il camuffamento è però una sua scelta per spingere i nemici lontano da Usagi. Dopo avere scoperto che la vera principessa era Usagi viene donata a Sailor Venus una nuova tiara.
Anche nel manga, come nel live, Sailor Venus si finge la principessa della Luna, ma ha solo la Luna crescente sulla fronte e non indossa alcuna corona; non è dato sapere se in questa versione cartacea Sailor Venus sia cosciente o meno che questo è solo un travestimento. Se però consideriamo il manga Codename Sailor V, un prequel di Sailor Moon, poiché Minako alla fine del manga a lei dedicato ha recuperato la memoria della sua vita precedente, anche questo travestimento è da considerarsi un semplice tentativo di sviare i nemici.

### Princess Venus
Prima che il Silver Millennium venisse distrutto Sailor Venus ricopriva anche il ruolo di principessa del suo pianeta natale. In quanto tale veniva vista nel suo Magellan Castle, con indosso una veste di colore giallo, come appare nel manga e nei vari artbook. Nel manga Sailor V viene rivelato che Venus era amata da Adonis, un soldato del suo esercito, il quale passò poi sotto il controllo di Endymion. Il suo amore, tuttavia, non era mai stato notato dalla ragazza. Si scoprirà che Adonis ha iniziato a lavorare con la Dark Agency dopo essere rinato sulla Terra nel XX secolo, sotto il nome di Danburite.
Naoko Takeuchi disegnò una volta Sailor Venus fra le braccia di Kunzite, leader dei quattro Shitennou. Nell'Original Picture Collection vol. I la Takeuchi disse che le sarebbe piaciuto sviluppare la relazione tra i due, cosa attuata nella serie live, in cui Sailor Venus si vede arrossire alla presenza di Kunzite, e che la mangaka ha avuto occasione di fare personalmente nell'ultimo capitolo di Sailor V, in cui viene rivelato che la principessa Venus era innamorata del generale.
Il musical implica che Venus e Kunzite erano una coppia ai tempi del Silver Millennium.

## Attacchi e poteri
Trasformazioni
| Formula originale            | Formula italiana (anime)                                                                                           | Formula italiana (manga)                                 | Uso nella serie                |
| ---------------------------- | --- | -------------------------------------------------------- | ------------------------------ |
| Moon Power, Transform!       | n/a | Moon Power, Transform! (Codename Sailor V)               | manga (Sailor V)               |
| Mikazuki Power, Transform!   | n/a | Mezzaluna Power Transform!                               | manga (Sailor V e Sailor Moon) |
| Venus Power, Make Up!        | Potere di Venere, vieni a me! / Potere di Venere, trasformami!                                                     | Potere di Venere, vieni a me!/Venus Power, Make Up! !    | tutte                          |
| Venus Star Power, Make Up!   | Potere di Venere, vieni a me! / Potere planetario di Venere, Vieni a me! / Potere stellare di Venere, trasformami! | Potere di Venere, vieni a me!/Venus Star Power, Make Up! | manga/anime                    |
| Venus Planet Power, Make Up! | Potere planetario di Venere, trasformami!                                                                          | Venus Planet Power, Make Up!                             | manga/Crystal                  |
| Venus Crystal Power Make Up! | Potere del Cristallo di Venere, vieni a me! / Potere del Cristallo di Venere, trasformami!                         | Venus Crystal Power Make Up!                             | anime/manga                    |

Attacchi
| Nome originale                                                                         | Traduzioni                                                                                   | Nome italiano (anime)                                                                                      | Nome italiano (manga)                                                                                | Uso nella serie                           |
| -------------------------------------------------------------------------------------- | -------------------------------------------------------------------------------------------- | --- | --- | ----------------------------------------- |
| Codename Sailor V                                                                      |                                                                                              | | |                                           |
| Venus Power! Crescent Shower of Love!                                                  | Potere di Venere! Pioggia a mezzaluna d'amore                                                | n/a | Venus Power! Crescent Shower of Love!/Venus Power, fa piovere per noi la Crescent Shower dell'amore! | manga (Sailor V)                          |
| Venus Ten Billion Volt Rock 'N' Rouge!                                                 | Rock 'N' Rouge da Dieci Miliardi di Volt di Venere                                           | n/a | Venus Ten Billion Volt Rock 'N' Rouge                                                                | manga (Sailor V)                          |
| Venus-Brand Anti-Mosquito Incense Typhoon!                                             | Tifone dello zampirone marcato Venere                                                        | n/a | Venus-Brand Anti-Mosquito Incense Typhoon!                                                           | manga (Sailor V)                          |
| Crescent Super Beam!                                                                   | Super fascio a mezzaluna                                                                     | n/a | Crescent Super Beam                                                                                  | manga (Sailor V)                          |
| Crescent Slender Beam                                                                  | Fragile fascio a mezzaluna                                                                   | n/a | Crescent Slender Beam                                                                                | manga (Sailor V)                          |
| Venus Sulfur Smoke                                                                     | Fumo sulfureo di Venere                                                                      | n/a | Venus Sulfur Smoke                                                                                   | manga (Sailor V)                          |
| V-chan Striking Katana                                                                 | Impressionante Katana di V-chan                                                              | n/a | V-chan Striking Katana                                                                               | manga (Sailor V)                          |
| Diphenhydramine Combo                                                                  |                                                                                              | n/a | Diphenhydramine Combo                                                                                | manga (Sailor V)                          |
| Sailor Moon                                                                            |                                                                                              | | |                                           |
| Crescent beam!                                                                         | Fascio a mezzaluna                                                                           | Fascio di luce, azione!                                                                                    | n/a                                                                                                  | anime/manga (Sailor V)                    |
| Crescent beam shower!                                                                  | Pioggia di fasci a mezzaluna!                                                                | Fascio di Luce, Doppia Azione, azione!                                                                     | n/a                                                                                                  | anime                                     |
| Furious Random Crescent Beam Shots                                                     | Furiosi proiettili casuali del fasci a mezzaluna                                             | Fascio di luce, azione!                                                                                    | n/a                                                                                                  | anime                                     |
| Venus Beam                                                                             | Fascio di Venere                                                                             | n/a | n/a                                                                                                  | live                                      |
| Crescent Boomerang                                                                     | Mezzaluna boomerang                                                                          | Mezzaluna boomerang                                                                                        | n/a                                                                                                  | Crystal                                   |
| Venus Love-Me Chain!                                                                   | Catena che mi dà l'amore di Venere                                                           | Spirale dell'amore di Venere, azione! / Super catena dell'amore! / Spirale dell'amore di Venere!           | Catena dell'amore di Venere / Venus Love-Me Chain!                                                   | tutte                                     |
| Rolling Heart Vibration                                                                | Vibrazione del cuore rotante                                                                 | Vibrazione del cuore rotante!                                                                              | Cuore vibrante rotante! / Rolling Heart Vibration!                                                   | manga/live/Crystal                        |
| Venus Wink Chain Sword!                                                                | Spada Catena Occhiolino di Venere                                                            | Spada della spirale d'amore di Venere!                                                                     | Venus Wink Chain Sword!                                                                              | manga/Crystal                             |
| Hissatsu Love-Me Moon Chain                                                            | Mortale catena lunare che mi dà amore                                                        | Spirale dell'amore di luna                                                                                 | n/a                                                                                                  | anime anni 90 (travestita da Sailor Moon) |
| Venus! Love and Beauty Shock!                                                          | Venere! Scossa di amore e bellezza                                                           | Venere: Super catena dell'amore / Venere: Spirale dei cuori di Venere! Azione! / Venere: Attrazione Fatale | Venus! Love and Beauty Shock!                                                                        | manga/anime                               |
| Venus Love and Galactica Shock                                                         | Amore di Venere e shock galattico                                                            | n/a | Venus Love and Galactica Shock                                                                       | manga                                     |
| Sailor Planet Attack! (con Sailor Moon e le altre Guardian Senshi)                     | Attacco Planetario Sailor                                                                    | Assalto Planetario Sailor, Azione!/ Assalto planetario Sailor!                                             | Sailor Planet Attack!                                                                                | tutte                                     |
| Sailor Planet Power Uranus! Neptune! Pluto! Mercury! Mars! Jupiter! Venus! Meditation! | Potere Planetario Sailor Uranus! Neptune! Pluto! Mercury! Mars! Jupiter! Venus! Meditazione! | Potere planetario Sailor: Urano! Nettuno! Plutone! Mercurio! Marte! Giove! Venere! Riflessione!            | Sailor Planet Power Uranus! Neptune! Pluto! Mercury! Mars! Jupiter! Venus! Meditation!               | manga/Crystal                             |
| Sailor Special Garlic Attack (con le altre Guardian Senshi)                            | Attacco speciale Sailor all'aglio                                                            | Speciale Super attacco Sailor al sapor di aglio                                                            | n/a                                                                                                  | anime                                     |
| Galactica Gale! (con le altre Guardian Senshi fantoccio)                               | Vento galattico                                                                              | n/a | Galactica Gale!                                                                                      | manga                                     |

Nel manga una parte degli attacchi di Sailor Venus sono effettuati in modo un po' diverso rispetto all'anime, difatti per essere eseguiti necessitano di oggetti. Il Crescent Beam può essere effettuato solo con il Crescent Compact e lo fa solo quando è trasformata in Sailor V, mentre nella versione animata è un attacco esclusivo di Sailor Venus e lo esegue senza uso di alcun oggetto. Nel live (noto come PGSM) vi è un attacco simile chiamato Venus Beam, e non richiede particolari oggetti per essere richiamato. Per gli attacchi Venus Love-me Chain e Venus Wink Chain Sword, quest'ultimo attacco esclusivo del manga, usa una catena che porta legata alla vita dalla prima serie alla terza serie compresa, mentre nell'anime è una catena di luce che evoca con l'attacco stesso. Il Venus Love me and Beauty shock! (e la versione utilizzata dal fantoccio creato da Sailor Galaxia con l'utilizzo del Venus Crystal, il Venus love and Galactica Shock) nel manga è sferrato con la sua frusta, mentre nella versione animata è un cuore di luce che non necessita di particolari oggetti per essere evocato e graficamente assomiglia al Rolling Heart Vibration, attacco esclusivo del live del manga.

## Attrici
Nell'anime Sailor Venus viene doppiata da Rika Fukami, e da Shizuka Itō in Sailor Moon Crystal, mentre nella versione italiana a cura di Mediaset da Jasmine Laurenti (all'epoca nota come Roberta Gallina Laurenti), nel primo film edito da Shin Vision da Ilaria Latini, e in Sailor Moon Crystal da Joy Saltarelli.
La Fukami ha anche cantato le varie image song del personaggio, mentre la Nadia Biondini ha prestato la sua voce per la versione italiana della canzone Route Venus nella quinta serie.
Nei vari musical Sailor Venus è stata interpretata da tredici attrici: Nana Suzuki (1993-1995), Sakae Yamashita (Yume Senshi - Ai - Eien Ni's CD), Chizuru Soya (1995-1996), Kanatsu Nakaya (1996-1997), Akiko Miyazawa (1997-1998), Miyu Otani (1998), Nao Inada (1999-2000), Yuki Nakamura (2000), Ayumi Murata (2001-2002), Mizuki Watanabe (2002-2003), Momoko Shibuya (2003-2004), Erica (2004-2005), Shiori Sakata (2013-2015) e Rimo Hasegawa (dal 2016).
In Pretty Guardian Sailor Moon Sailor Venus è stata interpretata da Ayaka Komatsu. Ayaka ha amato interpretare il personaggio e ha pubblicato il suo album "I'll Be Here" usando il nome di "Aino Minako" al posto del suo.